# Neurepidosis
Neurepidosis is een muggengeslacht uit de familie van de galmuggen (Cecidomyiidae).

## Soorten
- N. gracilis Spungis, 1987
- N. minuta Spungis, 1987
- N. solinasi Mamaev & Zaitzev, 1998